# Brunfelsia
- Commons
- Wikispecies

Brunfelsia L. é um género botânico pertencente à família Solanaceae.

## Sinonímia
- Brunfelsiopsis  (Urb.) Kuntze
- Franciscea Pohl

## Espécies
| - Brunfelsia abbottii - Brunfelsia acuminata - Brunfelsia acunae - Brunfelsia americana - Brunfelsia australis - Brunfelsia calycina | - Brunfelsia cuneifolia - Brunfelsia chiricaspi - Brunfelsia grandiflora - Brunfelsia hopeana - Brunfelsia latifolia - Brunfelsia pauciflora - Brunfelsia pilosa - Brunfelsia uniflora |

- Lista completa

## Classificação do gênero
| Sistema | Classificação                      | Referência               |
| ------- | ---------------------------------- | ------------------------ |
| Linné   | Classe Pentandria, ordem Monogynia | Species plantarum (1753) |